# Malus domestica
Malus domestica é uma espécie de planta com flor pertencente à família Rosaceae. Provinda da Ásia Central. O seu fruto é a maçã. 
A autoridade científica da espécie é (Borkh.) Borkh., tendo sido publicada em Theor. Prakt. Handb. Forstbot. 2: 1272. 1803.

## Portugal
Trata-se de uma espécie presente no território português, nomeadamente em Portugal Continental e no Arquipélago dos Açores.
Em termos de naturalidade é introduzida nas duas regiões atrás indicadas.

## Protecção
Não se encontra protegida por legislação portuguesa ou da Comunidade Europeia.